# Герб Козової
Герб Козової — символ селища Козова Тернопільського району Тернопільської області. Затверджений рішенням селищної ради від 21 квітня 2003 р.
Автор — А. Гречило.

## Сучасний герб
У зеленому полі йде срібна коза, над якою золотий лапчастий хрест, у відділеній хвилясто срібній базі пливе синій короп. Щит обрамований декоративним картушем i увінчаний срібною міською короною з трьома вежками. Коза асоціюється з назвою поселення. Золотий хрест відображає історію містечка, яке було оборонним пунктом на шляху татарських нападів. Короп і хвиляста основа означають річку Коропець.

## Історія
У ХІХ столітті львівський краєзнавець Антоній Шнайдер створив для містечка проект герба, що мав такий опис: «щит розколений: у першій частині на червоному тлі половина срібного козла, а в другій, на блакитному тлі, срібний трираменний патріарший хрест без правої частини нижнього рамена». Цей герб містить родові знаки власників містечка Вольських «Півкозиць» та гербів Потоцьких «Пилява».
За часів СРСР характерними елементами герба були цукровий завод, грудка цукру, колосся пшениці і сонце.
Наступний герб був затверджений міською радою 26 грудня 1996 року. Автором є Ігор Федик. Основною фігурою герба є зображення голови кози, повернутої вліво по діагоналі щита французької форми. Висота дорівнює 9/8 його ширини (без загострення внизу). Голова кози пояснює етимологічне значення назви містечка. Щит обрамований декоративним картушем i увінчаний срібною міською короною з трьома вежками. Герб виконується в трьох технічних варіантах — кольоровому, графічному і пластичному.
- При кольоровому зображенні поле щита — зелене. Коза й обведення щита — срібні. Колір щита асоціюється з травою і лісом, символізує надію, достаток і свободу. Емблема-значок виконується з білого металу. на поле щита наноситься зелена емаль.
- У графічному (чорно-білому) рисунку коза залишається білою з проробкою анатомічних деталей лініями різної товщини. Зелений колір щита передається косими лініями — зверху вниз праворуч.
- При пластичному виконанні герб подається у вигляді барельєфу. Площина щита, що відповідає зеленому кольорові, понижується. Обрамлення і фігура кози, відповідно, виступають над площиною.

## Галерея

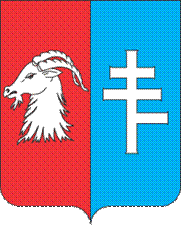
Герб Козової XIX століття.
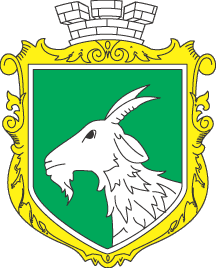
Герб Козової, затверджений 26 грудня 1996.